# Shigaïte
La shigaïte est un minéral rare de formule NaAl3(Mn2+)6(SO4)2(OH)18·12H2O ou Mn6Al3(OH)18[Na(H2O)6](SO4)2·6H2O qui se présente généralement sous forme de petits cristaux hexagonaux ou de plaques minces. Il porte le nom de la préfecture de Shiga, au Japon, où il a été découvert en 1985. La formule a été considérablement révisée en 1996, incluant le sodium jusque là absent.

## Description

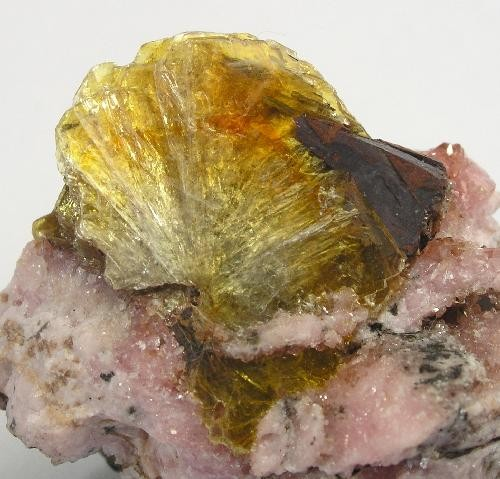
Shigaïte rouge foncé et jaune sur rhodochrosite rose

La shigaïte se présente sous forme de cristaux tabulaires hexagonaux allant jusqu'à 2 cm en taille ou sous forme de films minces et de revêtements. Le minéral peut être de couleur jaune, orange brûlé, marron ou noir.  Elle est présente dans les gisements métamorphisés de minerai de manganèse et constitue l'analogue Mn2+ de la motukoréaïte (en).

## Structure
La shigaïte est constituée de feuillets d'oxocations [AlMnII2(OH)6]+ intercalés avec des feuillets d'oxoanions [Na(H2O)6{H2O}6(SO4)2]3−. Les liaisons entre les feuillets et à l'intérieur des feuillets d'oxoanions résulte en grande partie de la liaison hydrogène.

## Historique
La shigaïte a été découverte en 1985 dans la mine Ioï, préfecture de Shiga au Japon. L'étude originale, publiée dans la revue Neues Jahrbuch für Mineralogie, Monatshefte, a donné la formule chimique comme étant Al4Mn7(SO4)2(OH)22·8H2O. La formule a été considérablement révisée en 1996 après l'analyse d'un échantillon de la mine N'Chwaning, en Afrique du Sud. Le sodium, passé inaperçu dans l'étude originale, s'est avéré rentrer dans la composition de la shigaïte. Cependant, un volatil non identifié avait été observé : vraisemblablement un complexe contenant du sodium.

## Gisements
Les gisements de shigaïte dans le monde (en 2023) :
- Mine à ciel ouvert Iron Monarch, Australie du Sud, Australie
- Carrière de Poudrette, Québec, Canada
- Mine Ioi, préfecture de Shiga, Japon
- Mine Wessels, province du Cap Nord, Afrique du Sud
- Mine de N'Chwaning, Province du Cap Nord, Afrique du Sud
- Mine Homer, Michigan, États-Unis
- Mine Bengal, Michigan, États-Unis
- Mine Pszów, Wodzisław Śląski, Pologne

Le matériel type est conservé au Musée national d'histoire naturelle de Washington, DC en tant qu'échantillon sous la référence 122089. 

## Association
La shigaïte est associée aux minéraux suivants : 
| Mine Ioï, Japon - rhodochrosite - sonolite (en) - manganosite - pyrochroïte - jacobsite - hausmannite - galaxite | Mine Wessels, Afrique du Sud - rhodochrosite - leucophoenicite (en) - gagéite - caryopilite | Mine Iron Monarch, Australie du Sud - arsenoclasite (en) - gatehouséite (en) - hematite - hausmannite - ferrocalcite - barite - gypse |